# Uromyces coronatus
Uromyces coronatus ist eine Ständerpilzart aus der Ordnung der Rostpilze (Pucciniales). Der Pilz ist ein Endoparasit von Zizaria-Süßgräsern. Symptome des Befalls durch die Art sind Rostflecken und Pusteln auf den Blattoberflächen der Wirtspflanzen. Sie ist in Ostasien verbreitet.

## Merkmale

### Makroskopische Merkmale
Uromyces coronatus ist mit bloßem Auge nur anhand der auf der Oberfläche des Wirtes hervortretenden Sporenlager zu erkennen. Sie wachsen in Nestern, die als gelbliche bis braune Flecken und Pusteln auf den Blattoberflächen erscheinen.

### Mikroskopische Merkmale
Das Myzel von Uromyces coronatus wächst wie bei allen Uromyces-Arten interzellulär und bildet Saugfäden, die in das Speichergewebe des Wirtes wachsen. Aecien oder Spermogonien der Art sind nicht bekannt. Die zimtbraunen Uredien des Pilzes wachsen beidseitig auf den Wirtsblättern und haben kopfige Paraphysen. Ihre goldenen bis zimtbraunen Uredosporen sind 26–36 × 19–22 µm groß, schmal eiförmig bis ellipsoid und fein stachelwarzig. Die Telien der Art sind schwarzbraun und früh offenliegend. Die kastanienbraunen Teliosporen sind einzellig, keilförmig bis länglich, an der Spitze gefingert und 25–36 × 16–23 µm groß. Ihre Stiele sind bräunlich und bis zu 50 µm lang.

## Verbreitung
Das bekannte Verbreitungsgebiet von Uromyces coronatus umfasst China, Taiwan und Japan.

## Ökologie
Die Wirtspflanzen von Uromyces coronatus sind Zizaria aquatica und Z. latifolia. Der Pilz ernährt sich von den im Speichergewebe der Pflanzen vorhandenen Nährstoffen, seine Sporenlager brechen später durch die Blattoberfläche und setzen Sporen frei. Die Art verfügt über einen Entwicklungszyklus, von dem bislang lediglich Telien und Uredien sowie deren Wirt bekannt sind; Spermogonien und Aecien konnten dem Pilz nicht zugeordnet werden.